# Eriprando Madruzzo
Eriprando Madruzzo († Ulm, 1547) fue un condotiero italiano. Era hermano del obispo de Trento, Cristóforo Madruzzo. Luchó en los ejércitos del emperador Carlos V.
Al servicio de Carlos V combatió en Hungría contra los turcos. También participó en las guerras italianas. En la batalla de Cerisoles en 1544, perteneciente a la Guerra italiana de 1542-1546, comandó a los lansquenetes imperiales, siendo herido en el combate.
En 1545 se le confió la seguridad del Concilio de Trento y en 1546 tomó parte de las guerras contra los protestantes en Alemania.